# Говорящий город
«Говорящий город» — система радиоинформирования и звукового ориентирования, повышающая доступность городской и транспортной инфраструктуры. С её помощью люди с ограниченной мобильностью могут комфортно и самостоятельно передвигаться в городской среде. К ним относятся незрячие и слабовидящие, люди с нарушением опорно-двигательного аппарата, в том числе инвалиды-колясочники; пожилые люди, представители других маломобильных групп населения и инватуристы.

## География проекта

### Транспортная инфраструктура
- В Санкт-Петербурге оборудовано 97 % трамваев и троллейбусов — 1800 ед.[1], все трамваи частной сети «Чижик», 900 автобусов, 4000 пешеходных светофоров, все входы в вестибюли и кабины контролёров 72 станций метрополитена, более 400 объектов на всех ж/д вокзалах города: Московский вокзал, Балтийский вокзал, Витебский вокзал, Финляндский вокзал, Ладожский вокзал.
- Краснодар — 162 автобуса, 226 троллейбусов и 182 трамваев.
- Липецк — с апреля 2024 года началось тестирование системы на 20 пешеходных светофорах и 10 автобусах маршрутов № 2, 12, 17, 30, 300, 315, 323, 345, 359, 379[2]. В мае 2024 года прошли общественные обсуждения по расширению проекта с участием организаций инвалидов[3].
- Сочи — 272 автобуса и 146 светофоров.
- Ростов-на-Дону — 140 автобусов, 92 остановочных павильона и 32 подземных перехода.
- Пермь — около 140 единиц общественного транспорта: автобусы и трамваи, 139 пешеходных светофоров.
- Севастополь — 200 троллейбусов[4].
- Москва — 114 трамваев[5].
- Челябинск — 105 трамваев.
- Красноярск — 25 трамваев[6].
- Чита — 50 троллейбусов.
- Новокузнецк — 29 трамваев.
- Йошкар-Ола — 50 автобусов.
- Курск — 15 троллейбусов.
- Калининград — железнодорожный вокзал Калининград-Пассажирский.
- Петрозаводск — железнодорожный вокзал Петрозаводск-Пассажирский.

А также ряд транспортных средств и остановочных павильонов в Альметьевске, Армавире, Ейске, Ижевске, Нарьян-Маре,Новокузнецке, Новороссийске, Таганроге, Улан-Удэ и Чите.

### Городская инфраструктура
В Санкт-Петербурге оборудованы Исаакиевский собор, Собор Воскресения Христова Спас на Крови, Дворец искусств Ленинградской области (бывш Дворец культуры имени А. М. Горького), большой зал Академической филармонии им. Д. Д. Шостаковича, Государственный Музей политической истории России, Санкт-Петербургский государственный театр музыкальной комедии, Театр на Литейном, театр Музыкальной Комедии, Государственная библиотека для слепых и слабовидящих, Музей железных дорог России, Музей «Невская застава», Российская национальная библиотека, 86 филиалов сети «Петербургские аптеки» и 4 аптеки других сетей, 18 отделений Райффайзенбанка, 5 отделений Альфа-Банка, 10 клиентских офисов «Петроэлектросбыта», 6 универсамов Пятерочка, 7 подразделений СПБ ГБУ «Приморский Культурный центр», 7 городских больниц, 8 поликлиник и 12 поликлинических отделений, ФГБУ «Национальный медицинский исследовательский центр имени В. А. Алмазова» Министерства здравоохранения Российской Федерации, 2 госпиталя, 1 дом-интернат, 3 центра реабилитации инвалидов, 1 центр физической культуры и спорта, 15 учебных заведений, 2 городских библиотеки, 2 городских пляжа, 2 детских площадки и 2 жилых дома, где проживают незрячие; 3 учебно-производственных предприятия Всероссийского общества слепых, 2 ТРК и 1 БЦ, административные учреждения, кафе, отделения других банков и другие здания.
Ленинградская область — 9 филиалов ЛОГКУ «Центр социальной защиты населения», 8 филиалов МФЦ «Мои документы»; школа-интернат", культурно-досуговый центр «Южный», Всеволожский центр культуры и досуга, Мультицентр социальной и трудовой интеграции, Всеволожский центр поддержки предпринимательства в г. Всеволожск; Центральная библиотека им. Пушкина и универсам Пятёрочка в г. Гатчина; городской досуговый центр «Родник» в г. Волосово; Межпоселенческая районная библиотека в г. Приозерск; центр социального обслуживания населения «Надежда» в д. Лопухинка, Государственный театр драмы и кукол «Святая крепость» в г. Выборг, Лодейнопольский драматический театр-студия «Апрель» в г. Лодейное Поле, жилой дом в г. Колтуши.
Москва и Московская область — инфоцентр и музей ВДНХ; четырёхэтажное здание аппарата Центрального правления ВОС, Российская государственная библиотека для слепых, Культурно-спортивный реабилитационный комплекс ВОС, Школа-интернат № 1 для лечения и реабилитации слепых, Школа подготовки собак проводников и Реабилитационный центр ВОС; здание Правления Федерального агентства железнодорожного транспорта, Российский Государственный Социальный университет, Государственный университет управления, Ресурсный центр для инвалидов, Центр социокультурной реабилитации Дианы Гурцкая, 5 универсамов сети Пятерочка, Пансионат для инвалидов по зрению, Московский дом ветеранов войн и вооружённых сил, детско-юношеский центр «Радость», Реабилитационный центр для инвалидов по зрению в г. Ступино, с. Аксиньино, Цифровое Деловое Пространство, Инженерный корпус Третьяковской галереи, кинотеатр «Москино Березка» и пр.
Краснодарский край — Дом культуры ВОС, Приморско-Ахтарская центральная районная больница имени Кравченко Н.Г, 2 детских художественных школы, 2 коррекционных школы, детская школа искусств № 11, гимназия № 54, 1 колледж и 1 техникум, 3 детских сада, городская больница г. Анапа, 5 филиалов Управления социальной защиты населения в различных городах: Анапа, Адлер, Геленджик, Армавир, Ейск. 8 универсамов сети Пятерочка в г. Краснодар и г. Новороссийск, Ладожский многопрофильный техникум в г. Краснодар, Детский сад № 25 «Теремок» в ст. Бородинская Приморско-Ахтарского р-на, Детский сад № 46 «Калинка» в ст. Анапская, МО Анапа, Сочинский медицинский колледж в г. Сочи.
Волгоград — ассоциация незрячих специалистов «Надежда», областная библиотека для слепых, региональная организация ВОС, Центр социальной защиты населения по Центральному району, филиал «Почты России», поликлиника № 12, школа № 5, управляющая компания «Жилкомсервис», ТЦ «Невский пассаж», магазин «Электротовары», аптека «Линия жизни», остановка общественного транспорта «Улица Новороссийская», 2 техникума.
Курская область — 2 универсама сети Пятерочка в г. Курск, Курское предприятие «Тизкур», Центр реабилитации слепых КОО ВОС в г. Курск
В Липецке система установлена в здании городской администрации, Центре социальной защиты населения, а также в Липецкой областной специальной библиотеке для слепых.
Тюмень — четырёхэтажный областной офтальмологический диспансер, местное отделение ВОС, территория Тюменского индустриального университета.
Ярославль — участковая избирательная комиссия, 2 универсама «Пятерочка», 2 корпуса и общежитие Ярославского колледжа управления и профессиональных технологий.
«Говорящий город» также был реализован на Олимпийских и Паралимпийских объектах в Сочи. Также система установлена на различных объектах в городах Воронежской и Рязанской областей, Архангельске, Бийске, Владивостоке, Вологде, Калуге, Казани, Кемерово, Нижнем Новгороде, Нытве, Нягани, Петрозаводске, Ростове-на-Дону, Самаре, Севастополе, Ставрополе, Сургуте, Сыктывкаре, Улан-Удэ, Череповце, Чите, Троицке, Тюмени и Ярославле.

## Награды и номинации
На Х Международной Выставке и Конференции REHA для слепых в Польше «Ежегодная конференция для слепых» (6-7 декабря 2012 года) оборудование системы «Говорящий город» заняло первое место, при этом выбор победителей осуществлялся не жюри, а самими посетителями выставки — инвалидами по зрению.
В 2019 году проект «Говорящий город» был внесен в стандарт «Умный город» Минстроя РФ. Проект неоднократно участвовал в сессиях Агентства инноваций города Москвы, где три раза занимал первые места в следующих номинациях: транспорт, жилищно-коммунальное хозяйство и ритейл. В сессии производителей инновационной продукции в сфере строительства система получила 13,8 из 15 возможных баллов, а в сфере здравоохранения — 12,5 из 15.
«Говорящий город» стал победителем программы «Открытые запросы» Агентства инноваций Москвы за лучшее решение в поиске инновационных адаптационных средств и технологий в рамках программы «Доступная среда».
В ноябре 2019 года Правительство Москвы включило систему в Перечень инновационной, высокотехнологичной продукции и технологий.
Система была представлена на Санкт-Петербургском форуме «Форсайт-кэмп 2035», победив в федеральном отборе. Специалистов компании пригласили на разработку и обсуждение дальнейшего развития города до 2035 года.
В 2019 году «Говорящий город» представлял Россию на международном конкурсе «Inclusive practices» и получил диплом как лучшая креативно-техническая инновация.
В 2020 году проект стал победителем международного конкурса #Social Idea 2020 в номинации Smart City от ПАО «МТС», а также — победителем регионального этапа всероссийского конкурса «Лучший социальный проект года 2020» в номинации «Лучший проект в сфере разработки технических средств реабилитации и IT технологий» в Санкт-Петербурге.
В 2021 году проект провел успешные испытания оборудования с ГУП «Мосгортранс» на автобусах и остановочных павильонах.
Осенью 2021 года проект совместно с компанией ПК Транспортные системы в рамках Международного инновационного форума пассажирского транспорта SmartTRANSPORT представил новейшую версию своей системы для наземного электрического транспорта.
В ноябре 2021 года генеральный директор — Ромашова Мария Владимировна — заняла второе место в конкурсе в области гражданской активности «Мой проект — моей стране!» в номинации «социальное предпринимательство». Конкурс проводился под эгидой Общественной палаты России.
В декабре 2021 года «Говорящий город» занял третье место в международном конкурсе социальных проектов «#МЫВМЕСТЕ» в номинации «Комфортный бизнес» в треке «Бизнес» среди федеральных компаний.
В 2021 году «Говорящий город» признан финалистом национального рэнкинга «Наш вклад»-2021 в категории «Малый бизнес» (национальный проект «Безопасные качественные дороги»).
В мае 2022 года проект «Говорящий город»® в лице генерального директора проекта Марии Ромашовой стал победителем общественной премии «Импульс добра»
В августе 2022 года приказом Минпромторга № 3464 компания «Говорящий город»® включена в перечень субъектов экономической деятельности, являющихся производителями продукции реабилитационной индустрии.
В 2023 году ООО «Говорящий город» признано лауреатом премии «Надежда на технологии» в номинации «Решение года в сфере универсального дизайна и обеспечения доступной среды».
В 2024 году компания «Говорящий город» стала победителем в номинации «Инклюзия» конкурса растущих российских брендов «Знай наших». Данное мероприятие было организовано Агентством стратегических инициатив и Фондом «Росконгресс» при поддержке ВЭБ.РФ.
В 2024 году ООО «Говорящий город» приняло активное участие в проведении Всероссийского интеллектуально-реабилитационного фестиваля ВОС и награждено Благодарственным письмом «КСРК ВОС» за содействие в организации и проведении данного фестиваля, за участие в развитии и продвижении интеллектуального спорта среди инвалидов по зрению.
В июле 2024 года в рамках участия в Кавказском Инвестиционном форуме в г. Грозный компанию «Говорящий город» отметили как лучший социально-экологический проект; инвестиционная премия «Вершина» получена из рук Главы Чеченской Республики Р. А. Кадырова.